# José Luis Zorrilla de San Martín
José Luis Zorrilla de San Martín, né le 5 septembre 1891 à Madrid et mort le 24 mai 1975 à Montevideo, est un sculpteur et peintre né espagnol puis naturalisé uruguayen, fils de l'écrivain Juan Zorrilla de San Martín. Son œuvre s'inspire du modernisme d'Antoine Bourdelle notamment dans son travail sur des monuments de Montevideo. Il était membre de l'académie nationale des beaux-arts d'Argentine.

## Œuvre

### France
Il est l'auteur du buste de José Gervasio Artigas, place de l'Uruguay à Paris.